# Antal Melis
Antal Melis (født 12. maj 1946 i Budapest) er en ungarsk tidligere roer.

## Rokarriere
Melis roede sammen med sin lillebror Zoltán Melis, sin svoger József Csermely samt György Sarlós firer uden styrmand, hvoraf to (ikke brødrene) havde vundet EM-sølv i 1967. Med Melis-brødrene deltog båden derpå ved OL 1968 i Mexico City og vandt sit indledende heat. I finalen var det de østtyske verdens- og europamestre, der var stærkest og vandt guldet, mens Melis og hans båd fik sølv og Italien bronze.
OL-fireren deltog uændret ved EM i 1969 og vandt også her sølv. Brødrene Melis var i 1971 med til at blive nummer fire ved EM i otteren, mens Antal Melis ved OL 1972 i München ikke avancerede fra indledende runde. I 1973 var han igen med i otteren til at hente en ny EM-fjerdeplads.

## OL-medaljer
- 1968:  Sølv i firer uden styrmand